# プリンスホテル硬式野球部
プリンスホテル硬式野球部（プリンスホテルこうしきやきゅうぶ）は、東京都に本拠地を置き、日本野球連盟に加盟していた社会人野球の企業チームである。2000年に解散。

## 概要
1979年、西武グループに属するプリンスホテルが『プリンスホテル硬式野球部』として創設。東京都を本拠地として、日本社会人野球協会（現：日本野球連盟）に加盟した。
運営母体は、西武グループに属するホテル・レジャー事業会社のプリンスホテル。チームカラーは、グループの総帥だった堤義明の母校である早稲田大学と同じえんじ色で、背番号や背番号上ネームの書体は西武ライオンズのユニフォームと同じであった。ビジター用は上下ともにえんじ地であった。後にプロで活躍する野球選手も数多く輩出しており、同じグループ内の西武に入団する選手も多数存在したことから、「ライオンズの三軍」とも称されたことがある。
元々、西武ライオンズ誕生前にプリンスホテル野球部の創設が決まっており指導者として早大監督を務めた石山建一が起用されたがライオンズ誕生によって同氏は建設中の西武球場の設計アドバイスも求められたという。チーム1期生には石毛宏典、堀場秀孝、中尾孝義、デレク・タツノ等のプロが注目した多くの有力選手が入部した。1980年のドラフト会議では、有力選手にプロ野球と同等かそれ以上の支度金を提示し、指名選手のうち入団を拒否した3名全員が翌年に入部。日本ハムと阪急が「プロアマの秩序を守ってほしい」とパ・リーグ会長に訴えるなど、プリンス・西武による囲い込みが問題になった。同年のドラフト1位だった川村一明、高山郁夫は後に西武へ入団している。
1989年には第60回都市対抗野球大会で橋本武広、石井浩郎らを擁して優勝を飾る。
2000年4月、不況によるリストラの一環として同年シーズン限りでの廃部が発表された。また西武グループは、西武ライオンズを保有していることもあり、ライオンズに経営資源を集中させたい意向もあった。同年は、都市対抗野球には出場出来なかったが、秋の日本選手権に出場。2回戦でNTT西日本に敗れ、活動に幕を下ろした。
西武球団のチーム強化策を追って1992年オフに根本陸夫を招いた福岡ダイエーホークスがグループ内にローソン硬式野球部を誕生（リクルートから衣替え）したが、全国大会には1度も出場できずに2002年廃部。
2004年、武蔵村山市にあった練習グラウンド跡地に拓殖大学第一高等学校が移転している。

## 設立・沿革
- 1979年 - 『プリンスホテル硬式野球部』として創部。
- 1980年 - 都市対抗野球に初出場（2回戦敗退）。
- 1986年 - 日本選手権に初出場（初戦敗退）。
- 1989年 - 都市対抗野球で初優勝。
- 1992年 - 日本選手権で準優勝。
- 2000年 - シーズン終了をもって解散。

## 主要大会の出場歴・最高成績
- 都市対抗野球大会：出場14回（1983年から1993年まで11年連続出場）、優勝1回（1989年）
- 社会人野球日本選手権大会：出場6回、準優勝1回（1992年）
- JABA東京スポニチ大会：優勝2回（1984、1989年）
- JABA大阪大会：優勝2回（1987、1995年）
- JABA静岡大会：優勝2回（1989、1994年）
- JABA四国大会：優勝1回（1980年）
- JABA長野県知事旗争奪野球大会：優勝1回（1999年）

## 主な出身プロ野球選手
- 石毛宏典（内野手） - 1980年ドラフト1位で西武ライオンズに入団
- 中尾孝義（捕手） - 1980年ドラフト1位で中日ドラゴンズに入団
- 金森栄治（捕手） - 1981年ドラフト2位で西武ライオンズに入団
- 住友一哉（投手） - 1981年ドラフト6位で近鉄バファローズに入団
- 西山進（投手） - 1981年ドラフト外で西武ライオンズに入団
- 堀場秀孝（捕手） - 1982年ドラフト外で広島東洋カープに入団
- 青山道雄（外野手） - 1983年ドラフト3位で西武ライオンズに入団
- 川村一明（投手） - 1983年ドラフト4位で西武ライオンズに入団
- 高山郁夫（投手） - 退団後、西武ライオンズ練習生を経て、1984年ドラフト3位で西武ライオンズに入団
- 中藤義雄（内野手） - 1986年ドラフト4位で近鉄バファローズに入団
- 藤井康雄（内野手） - 1986年ドラフト4位で阪急ブレーブスに入団
- 中島輝士（外野手） - 1988年ドラフト1位で日本ハムファイターズに入団
- 石井丈裕（投手） - 1988年ドラフト2位で西武ライオンズに入団
- 小川博文（内野手） - 1988年ドラフト2位でオリックス・ブレーブスに入団
- 石井浩郎（内野手） - 1989年ドラフト3位で近鉄バファローズに入団
- 橋本武広（投手） - 1989年ドラフト4位で福岡ダイエーホークスに入団
- 住吉義則（内野手） - 1990年ドラフト1位で日本ハムファイターズに入団
- 川北和典（内野手） - 退団後、1991年ドラフト8位で横浜大洋ホエールズに入団
- 武藤潤一郎（投手） - 1992年ドラフト1位で千葉ロッテマリーンズに入団
- 前田勝宏（投手） - 1992年ドラフト2位で西武ライオンズに入団
- 山下和輝（外野手） - 1992年ドラフト7位で阪神タイガースに入団
- 斉藤貢（投手） - 1994年ドラフト2位（逆指名）で福岡ダイエーホークスに入団
- 宮本慎也（内野手） - 1994年ドラフト2位（逆指名）でヤクルトスワローズに入団
- 小林幹英（投手） - 1997年ドラフト4位で広島東洋カープに入団
- 土肥義弘（投手） - 1997年ドラフト4位で西武ライオンズに入団
- 星野智樹（投手） - 1998年ドラフト3位で西武ライオンズに入団
- 大沼幸二（投手） - 2000年ドラフト1位（逆指名）で西武ライオンズに入団
- 伊達昌司（投手） - 2000年ドラフト2位で阪神タイガースに入団
- 長崎伸一（投手） - 2000年ドラフト3位で千葉ロッテマリーンズに入団
- 水田圭介（内野手） - 2000年ドラフト7位で西武ライオンズに入団[注釈 1]
- 福井強（投手） - 2000年ドラフト8位で西武ライオンズに入団[注釈 1]

## かつて在籍していた主な選手・コーチ・監督
- 石山建一 - 助監督・監督として在籍。都市対抗野球優勝を果たす。その後は読売ジャイアンツ編成部長も務めた。
- 小山正彦（内野手） - 選手・コーチとして在籍。引退後、プリンスホテル代表取締役社長。
- 居郷肇（内野手） - 引退後に、プリンスホテル執行役員を経て、埼玉西武ライオンズ球団代表取締役社長および球団オーナー代行を歴任。
- 村中秀人（外野手） - 引退後に、東海大相模高校・東海大甲府高校硬式野球部の監督を歴任。
- 佐藤康弘（投手） - 在籍中の1992年に開催されたバルセロナオリンピックの野球競技に、日本代表として出場（背番号12で銅メダルを獲得）。引退後に、創価大学硬式野球部のコーチを務めている。
- 佐藤友昭（外野手） - 在籍中の1996年に開催されたアトランタオリンピックに、日本代表として出場（背番号25で銀メダルを獲得）。引退後に、享栄高校野球部の監督を務めた。
- 松岡憲次（投手） - 引退後に、立命館大学体育会硬式野球部の監督を務めた。
- 野口真一（内野手） - 引退後に、同志社大学体育会硬式野球部の監督を務めた。
- 荒木準也（外野手） - 現在は、日大山形高校野球部の監督。
- 戸栗和秀（内野手） - 引退後は埼玉栄高校監督を経て現在は、富士市立高校野球部の監督。
- 足立修（内野手） - 都市対抗野球優勝時の主将、引退後は休部時まで監督。その後は松商学園高校野球部の監督を務めた。
- 神里昌二（投手） - 創部と同時に参加。引退後に陸上競技（短距離走）の選手へ転身。神里和毅（横浜DeNAベイスターズ外野手）の父。
- 三谷志郎（投手）-愛媛県立今治西高等学校時代に全国高等学校野球選手権大会でベスト4に入り大会屈指の好投手として注目される。早大を経て入部。野球部引退後は帰郷し、ホテルマンになる一方で地元のアマチュア野球の解説も務めた。